# Frederick Marquis, 1. Earl of Woolton

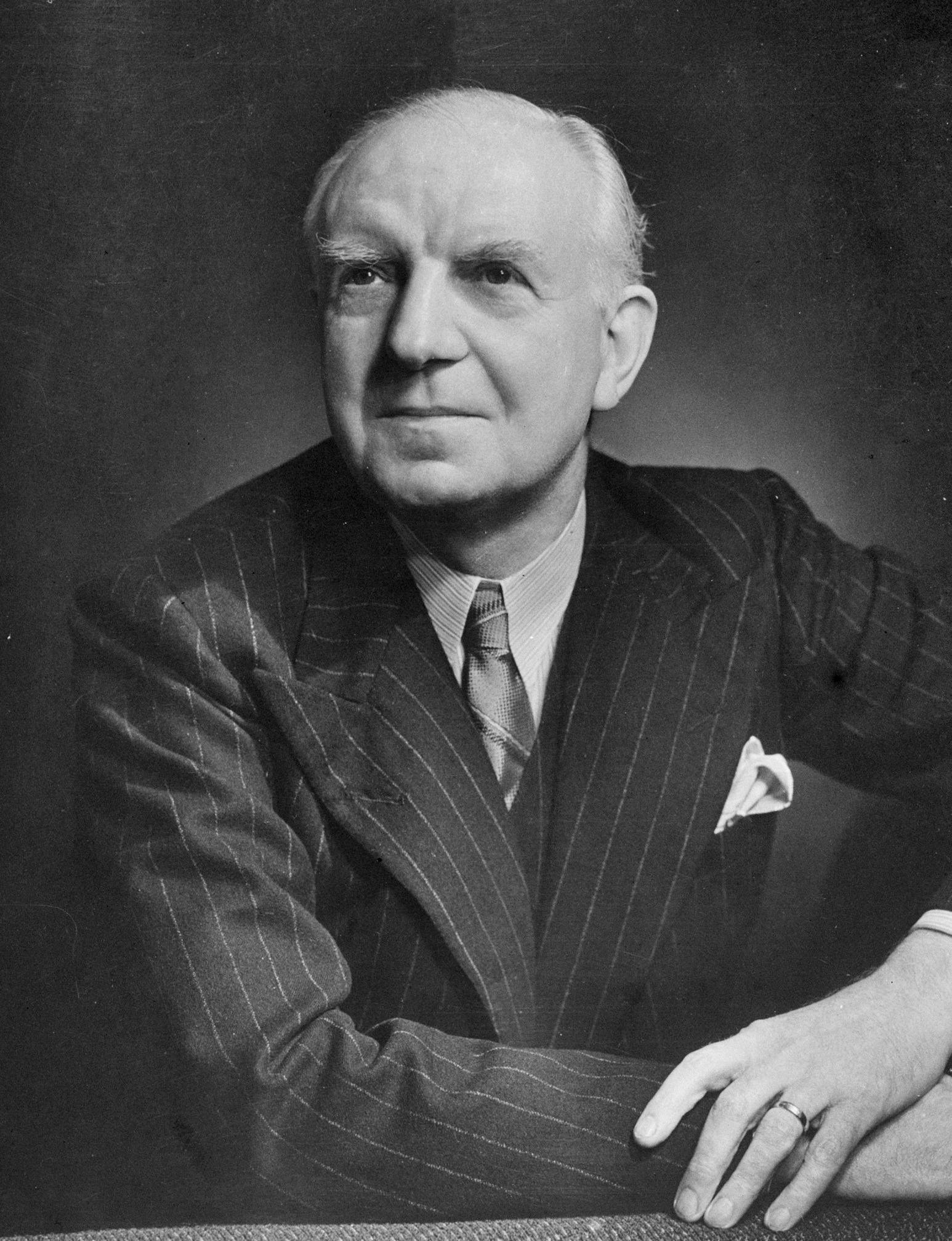
Lord Woolton, 1947

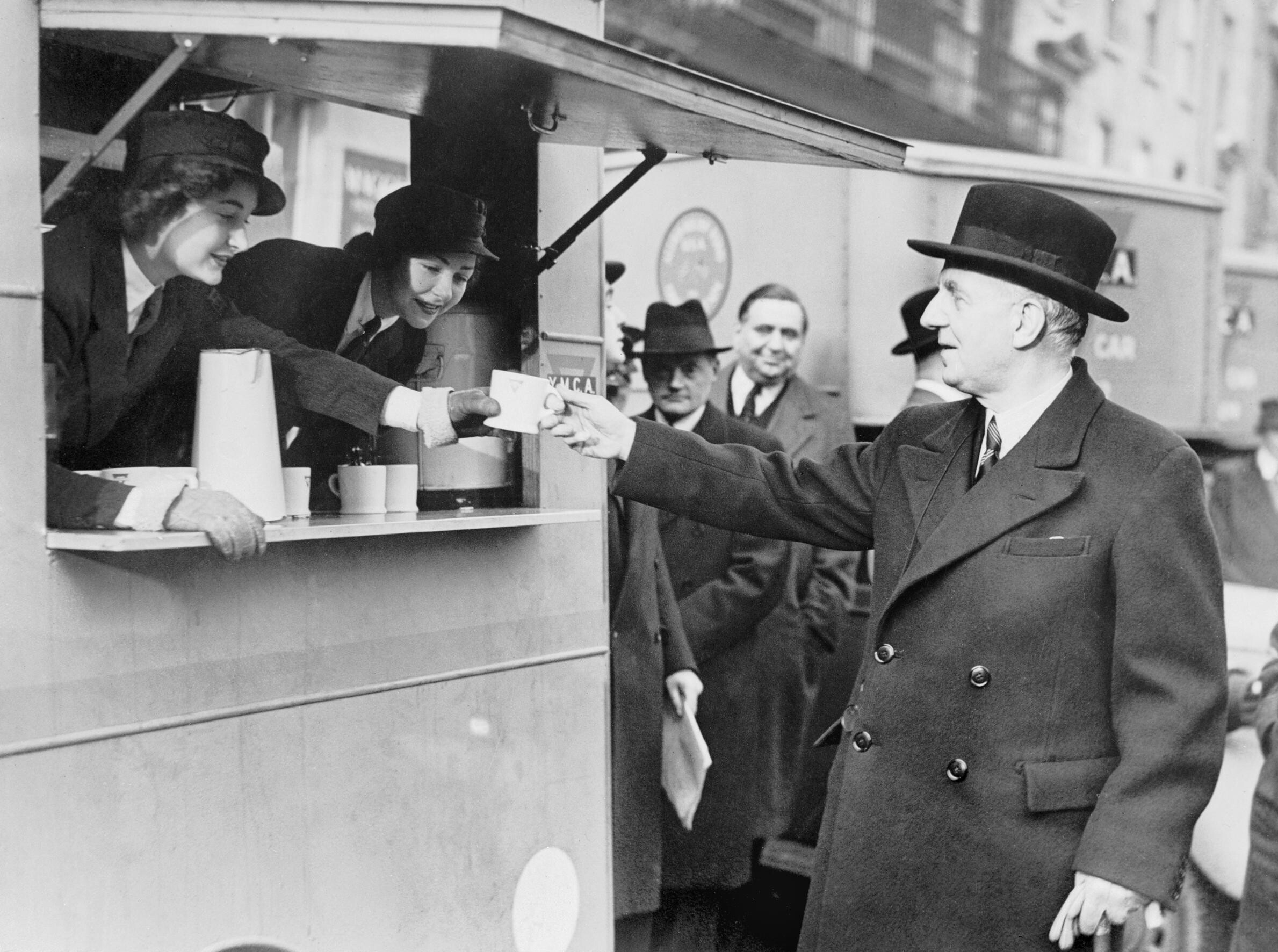
Lord Woolton als Ernährungsminister

Frederick James Marquis, 1. Earl of Woolton CH PC (* 23. August 1883 in Liverpool; † 14. Dezember 1964) war ein britischer Politiker der Conservative Party und Geschäftsmann.

## Biografie
Nach der Schulausbildung an der Manchester Grammar School studierte Marquis Mathematik an der University of Manchester. Nach Beendigung des Studiums war er Mathematiklehrer an der Burnley Grammar School. Während einer Tätigkeit als Aufseher der Siedlung der University of Manchester trat er dem David Lewis Club dabei, was dazu führte, dass er die Aufmerksamkeit von David Lewis, dem Geschäftsführer der Kaufhauskette Lewis's, erregte, der ihn in die Unternehmensführung holte. In den folgenden Jahren kam es zur Eröffnung neuer Warenhäuser und schließlich stieg Marquis 1935 zum Vorstandsvorsitzenden (Chairman) von Lewis's auf.
1935 wurde er zum Knight Bachelor erhoben und 1939 als Peer mit dem Titel Baron Woolton, of Liverpool in the County of Lancaster, in den Adelsstand erhoben. Dadurch gehörte Marquis dem House of Lords an. Zu Beginn des Zweiten Weltkrieges wurde er 1939 zunächst Versorgungsminister (Minister of Supply), allerdings wurde er bereits 1940 im Rahmen einer Kabinettsneubildung unter Premierminister Winston Churchill zum Ernährungsminister (Minister of Food) ernannt. In dieser Funktion war er für die Rationierung von Lebensmitteln im Vereinigten Königreich verantwortlich und trug bis zum Kriegsende 1945 maßgeblich dazu bei, dass die Bevölkerung ausreichend versorgt wurde. 1945 war er außerdem Lord President of the Council.
1946 wurde Lord Woolton Vorsitzender (Chairman) der Conservative Party und hatte in den folgenden sechs Jahren maßgeblichen Anteil an der erfolgreichen Neuorganisation der Partei, die letztlich zum Wahlerfolg bei den Unterhauswahlen 1951 führte. Premierminister Winston Churchill berief ihn daraufhin erneut zum Lord President of the Council. 1952 schied er dann aus dem Kabinett aus.
Im Jahre 1953 wurde er zum Viscount Wolton, of Liverpool in the County of Lancaster erhoben. 1956 wurden ihm für seine Verdienste schließlich der Titel Earl of Woolton sowie der nachgeordnete Titel Viscount Walberton, of Walberton in the County of Sussex verliehen. Die Titel fielen bei seinem Tode an seinen Sohn Roger.